# Olympique marcquois rugby
Actualités
L'Olympique marcquois rugby est un club de rugby à XV situé à Marcq-en-Barœul, dans le département du Nord en France.
Il évolue en Nationale lors de la saison 2025-2026.

## Histoire
Fondée en 1971, la section rugby s'est adjointe au club multisports Olympique marcquois. Le club grandit rapidement et rejoint la ligue régionale supérieure en 1973. Il a été promu pour la première fois au niveau supérieure, le championnat de France de Fédérale 3, en 1993, puis à nouveau en 2002.
En 2006, le club est promu en Fédérale 2 et reste dans au même niveau pendant 4 ans. Lors de la saison 2010-2011, le club est rétrogradé en Fédérale 3, puis en division Honneur l'année suivante. En 2012, le club est champion du comité des Flandres (depuis 2018 la Ligue des Hauts-de-France), et remonte en Fédérale 3 jusqu'en 2016.
L'école de rugby est une force du club qui accueille plus de 350 jeunes de 7 ans à 15 ans. L'Olympique marcquois rugby est le premier club de la Ligue régionale avec plus de 600 joueurs et 60 bénévoles. Le club est affilié au Stade toulousain depuis 1999.
Depuis la disparation du Lille Métropole Rugby en 2016, l'OMR devient le meilleur club de la métropole lilloise et le deuxième du Nord-Pas-de-Calais, puis le meilleur club en 2018 après la descente du RC Arras en Fédérale 3. La saison suivante, le club est le leader incontesté de la poule 1, mais il est privé de phase finale du championnat de France, et donc d'une éventuelle montée en Fédérale 1, en raison d'un déficit financier datant de la saison 2017-2018.
En 2020, la pandémie de Covid-19 va mettre un coup d'arrêt aux compétitions de rugby amateur pour la saison 2019-2020. Cependant, grâce à sa première place de la poule 1, le club est promu en Fédérale 1. Avec la création d'une nouvelle division, la Nationale qui est le fruit de la collaboration entre la Fédération française de rugby et la Ligue nationale de rugby, la Fédérale 1 descend dans la hiérarchie des compétitions pour devenir le 4e niveau national. La première saison en Fédérale 1 n'ira pas à son terme à cause de la pandémie de Covid-19.
La première saison complète en Fédérale 1 voit l'OMR se classer à la 6e place de la poule 1 à l'issue de la saison 2021-2022. Cette place lui permet de disputer le barrage d'accession en Nationale 2, nouvelle compétition créé par la FFR et la Ligue et qui débutera lors de la saison 2022-2023. La double victoire face au FC Oloron lors des barrages permet au club d'être promu en Nationale 2 et reste ainsi au 4e niveau national.
La première saison à ce niveau voit le club nordiste terminer à la 7e place de la poule 1. Pour leur deuxième saison en Nationale 2, l'OMR atteint la finale lors de laquelle ils s'inclinent ; en match de barrage, il s'imposent contre le CS Vienne et obtiennent leur accession en Nationale.
Pour leur saison inaugurale de Nationale en 2024-2025, l'OMR se classe à la 10e place et se maintient dans la division.

## Palmarès
- Championnat de France de Nationale 2 :
  - Vice-champion : 2024

## Tournois
Chaque année, l'école de rugby de l'OMR organise deux tournois :
- l'un en avril, un tournoi des moins de 14 ans, baptisé Gérard Labbe / Didier Cottenye. Le vainqueur est qualifié pour le tournoi « super challenge » à Toulouse.
- l'autre en mai, le tournoi Guy Niquet, destiné aux écoles de rugby.

## Personnalités du club

### Joueurs célèbres
La fratrie Tolofua porte le maillot de l'OMR, notamment Christopher et Selevasio et Nekelo, suivant les traces de leur père Petelo ; après leur formation à l'OMR, ils rejoignent le centre de formation du Stade toulousain, club de Top 14, via le partenariat liant les deux clubs.

### Présidents
Les personnes suivantes se succèdent au poste de président du club multisports, jusqu'à la création d'une association indépendante destinée à la pratique du rugby à XV :
- 1971-1989 : Georges Defrance
- 1989-1994 : Guy Niquet
- 1994-1996 : Bruno Guillot-Salomon
- 1996 : Guy Niquet

Les personnes suivantes se succèdent au poste de président du club de rugby à XV :
- 1996-1999 : Michel Playoust
- 1999-2000 : Régis Poupé et Didier Cottenye
- 2000-2007 : Didier Cottenye
- 2007-2011 : Philippe Simoneau
- 2011 : Didier Cottenye
- 2011-2019 : Frédéric Alluin
- 2019-janvier 2022 : Olivier Gradel

En janvier 2022, une société sportive est créée en parallèle de l'association sportive, afin de gérer l'équipe première ; les personnes suivantes s'y succèdent au poste de président :
- depuis janvier 2022 : Grégory Delpierre